# Emmanuel Goldstein
Emmanuel Goldstein jest lik iz Orwellova romana Tisuću devetsto osamdeset četvrte koji predstavlja glavnog neprijatelja vladajuće partije u fiktivnoj državi Oceaniji. Kao i vođa Oceanije Veliki Brat, Goldstein se ne pojavljuje izravno u romanu, nego tek na propagandnim snimkama prikazivanim na telekranima, odnosno kao (navodni) autor Teorije i prakse oligarhijskog kolektivizma, knjige koja kola među nezadovoljnicima i članovima (navodnog) pokreta otpora poznatog kao Bratstvo.
Goldstein je u romanu opisan kao jedan osnivača partije koji se odmetnuo od Velikog Brata te pobjegao u izbjeglištvo u suparničke države Euraziju ili Istaziju odakle organizira diverzije. Vlasti Goldsteina i aktivnosti njegova Bratstva opisuju kao razlog svih nedaća, a svakog je dana Goldstein predmet rituala zvanog "dvije minute mržnje" kada građani pred telekranima iskazuju mržnju prema njegovu liku i ljubav prema Velikom Bratu.
S obzirom na prezime koje sugerira židovsko podrijetlo, kao i određene sličnosti u biografiji, vrlo brzo se proširila ideja kako je Orwell lik Emmanuela Goldsteina stvorio po uzoru na Lava Trockog. U tom se smislu često spominje da je Goldsteinova knjiga modelirana po knjizi Izdana revolucija koju je Trocki napisao 1926. godine.
Slično kao i "Veliki Brat", tako je i "Emmanuel Goldstein" postao pojam koji se koristio izvan konteksta romana, odnosno da bi se opisale propagandne tehnike pomoću kojih se pažnja ali i nezadovoljstvo javnosti skreću na sotonizirane pojedince koji predstavljaju uzrok svih problema, odnosno oličenje apsolutnog, ali "neuhvatljivog" i trajnog Zla protiv kojega se uvijek moramo boriti. U tom su se kontekstu 1970-ih spominjali Richard Nixon, a posljednjih decenija Sadam Husein, Osama bin Laden i George W. Bush.

## Vanjske poveznice
- Emmanuel Goldstein: War is Peace. George Orwell: Nineteen Eighty-Four, Part II, svezak 9.
- Emmanuel Goldstein: Ignorance is Strength. George Orwell: Nineteen Eighty-Four, Part II, svezak 9.